# Ranunculus thasius
Ranunculus thasius är en ranunkelväxtart som beskrevs av Halácsy. Ranunculus thasius ingår i släktet ranunkler, och familjen ranunkelväxter. Inga underarter finns listade i Catalogue of Life.